# Ludolf von Varendorff

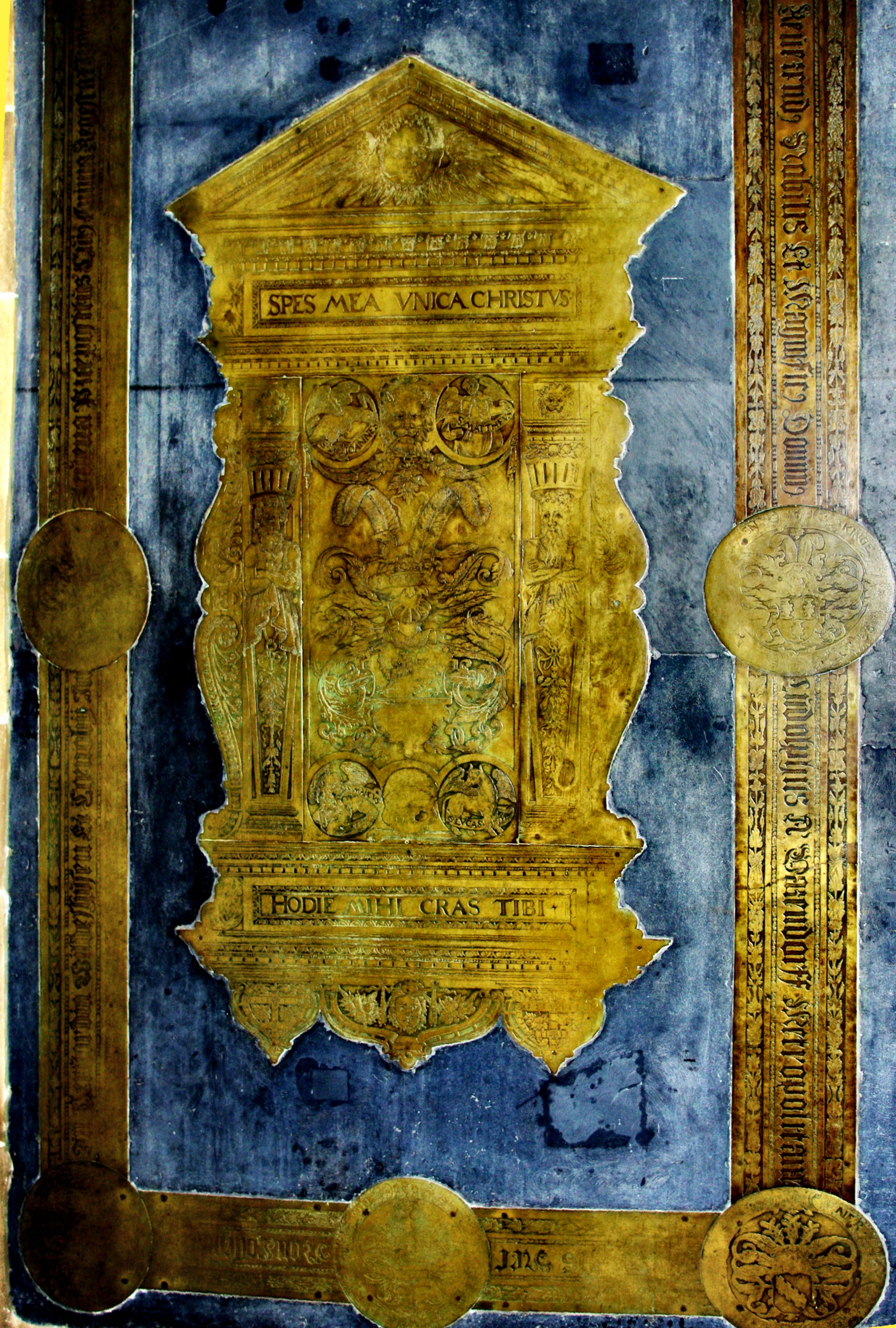
Grabplatte des Ludolf v. Varendorff im Dom zu Bremen

Ludolf von Varendorf(f) (* vor 1523 auf Gut Milse bei Bielefeld; † 21. April 1571 in Bremen) war ein geistlicher Würdenträger der Bistümer Bremen, Hildesheim und Minden. Er war Propst des St.-Petri-Doms zu Bremen sowie der Klöster Wildeshausen, Hadeln, Zeven und Enger.

Epitaph des Ludolf v. Varendorff im Dom zu Bremen

## Leben
Ludolf von Varendorff wurde vor 1523 auf Gut Milse bei Bielefeld im heutigen Nordrhein-Westfalen geboren. Er entstammte dem westfälischen Adelsgeschlecht der Herren von Varendorff, das seit dem 15. Jahrhundert auch in der Grafschaft Ravensberg begütert war. Sein Vater war der Ritter Jobst I. von Varendorff, Burgmann zur Sparrenburg, Lehnsmann der jülich-bergschen, später jülich-kleve-bergschen, Herzöge Wilhelm III. und Johann des Friedfertigen sowie Rat der Abtissin von Herford, seine Mutter war Beata von Korff. Sein Bruder war der bremische Dompropst Eberhard von Varendorff. Nach theologischen Studien schlug Ludolf von Varendorff eine kirchliche Laufbahn ein. 1523 wurde er zum Domscholaster in Bremen gewählt und 1543 zum Kanonikus desselben ernannt. Danach bekleidete er im Jahre 1545 das Amt des Archidiakon und stand als Propst den Ländern Hadeln und Wursten, sowie 1547 und 1554 den Klöstern Wildeshausen und Zeven vor. In das Jahr 1547 fiel auch seine Ernennung zum Bremer Dechanten, der ein Jahrzehnt später die Übernahme der Bremer Dompropstei folgte. Das Amt des Bremer Propstes übernahm Ludolf von Varendorff von seinem Vorgänger Georg von Braunschweig-Wolfenbüttel, der 1557 zum Erzbischof von Bremen gekürt wurde. 1566 wurde Ludolf Drost und Pfarrer des Hauses Ottersberg. Als Propst des Stifts Zeven stiftete er 1565 die noch bestehende Kanzel der St.-Vitus-Kirche zu Zeven. Ludolf von Varendorff war kaiserlicher Kommissar des Reichskammergerichts und Berater der Bremer Erzbischöfe Georg von Braunschweig-Wolfenbüttel und Heinrich III. von Sachsen-Lauenburg. Er verstarb am 21. April 1571 und wurde im Bremer Dom beigesetzt. Es sind noch zahlreiche Urkunden aus seiner Hand erhalten.

## Denkmäler

### Grabmal
Das Grab des Ludolf von Varendorff lag wohl einst neben dem seines Bruders Eberhard im Mittelschiff des Bremer Doms. Die verzierte Renaissance-Grabplatte, die neben den Evangelistensymbolen das Wappen der Herren von Varendorff zeigt, befindet sich heute im nördlichen Seitenschiff des Bremer Doms.

### Epitaph
An der Westseite des fünften Pfeilers (vom Turm) in der Nähe des Grabes befindet sich ein Renaissance-Epitaphium mit folgender Inschrift: Reverendi et generosi viri: D Ludolphi a Varendorp praepositi bremensis: Epitafium. Qui obiit anno 1571. 21 Aprilis (Übersetzung: Epitaph des verehrungswürdigen, edlen Mannes, des bremischen Propstes Herrn Ludolf von Varendorff, der am 21. April 1571 gestorben ist); darunter: Si provai ilustres, pietas, virtus q decora efficiunt clarum nobilitatae viru nobilis est genere, et vita, vactisq Ludolph consilio, eloquio, divitiis q potens hic gravis elect comuni voce decan optata patriam pace tuetur humum presposit tande sacri mysteria verbi iustitiam q fide non dubitante, colit obsevat priceps, proceres mirant, et urbes suspiciunt mories astra superna petit (Übersetzung: Geben bedeutende Ahnen, gibt Frömmigkeit, glänzende Tugend, Ansehen dem Manne und Ruhm, machen den Adel sie aus, Edel dann ist an Abkunft, an Lebensführung und Taten Ludolf, mächtig durch Rat, Rede und Reichtum zugleich. Da man zum würd´gen Dekan einmütigen Sinns ihn erkoren, schützt er die Heimat und wahrt Frieden, der alle beglückt. Endlich als Propst verehrt er des göttlichen Wortes Geheimnis, mit nie schwankender Treu´pflegt er Gesetze und recht. Achtung erweist ihm der Fürst, ihn bewundert der Adel, die Städte schaun zu ihm auf, und im tod eilt er zum Himmel entpor).

### Kanzel
Als Propst des Klosters Zeven stiftete Ludolf von Varendorff im Jahr 1565 die noch bestehende Kanzel der Zevener St.-Vitus-Kirche. Die hexagonal angelegte Renaissance-Kanzel zieren vier religiöse Szenerien und Wappendarstellungen. Die äußeren Seiten der Kanzel tragen die Wappen der Herren von Varendorff und von Korff. Die übrigen geschnitzten Szenerien zeigen den Heiligen Vitus als korffschen Schildhalter sowie die eigenständigen Abbildungen einer vor dem gekreuzigten Christus knienden Figur (vermutlich des Stiftes) und der Heiligen Dreifaltigkeit. Die Schnitzereien werden von vier niederdeutschen Inschriften begleitet, die sich auf den Stifter und die heiligen Szenerien beziehen.